# Leela Savasta
Pour les articles homonymes, voir Savasta.
Leela Savasta est une mannequin et actrice canadienne, née le 28 octobre 1985 à Vancouver (Colombie-Britannique).

## Filmographie

### Cinéma
- 2006 : Black Christmas de Glen Morgan : Clair Crosby
- 2012 : Target de McG : Kelly (VF : Pamela Ravassard)
- 2014 : Une virée en enfer 3 de Declan O'Brien : Alisa Rosado (VF : Anne Tilloy)
- 2014 : Big Eyes de Tim Burton : Hippie Chick
- 2015 : L'Assistant du père Noël (Santa's Little Helper) de Gil Junger : Tanya

### Télévision

#### Téléfilm
- 2006 : A Girl Like Me : L'Histoire vraie de Gwen Araujo de Agnieszka Holland : Chita Araujo
- 2006 : Orpheus de Bruce Beresford : une étudiante
- 2007 : La Voleuse de diamants de Jorge Montesi : Laura
- 2011 : Le fiancé aux deux visages de Stephen Kay : Julissa Brisman (VF : Anne Tilloy)

#### Série télévisée
- 2005 - 2006 : Smallville : Gretchen Winters (2 épisodes)
- 2006 : Les Maîtres de l'horreur (Masters of Horror) : Elise Wolfram (1 épisode)
- 2006 : Supernatural : Lindsey (1 épisode)
- 2006 - 2008 : Stargate Atlantis : Capitaine Alicia Vega / Dr Rafaela Esposito (3 épisodes)
- 2007 : Traveler : Ennemis d'État : Liz (1 épisode)
- 2007 : Psych : Enquêteur malgré lui : Nanny (1 épisode)
- 2007 : Bionic Woman : Shawna (1 épisode)
- 2007 : Intelligence : Lorna Salazar (10 épisodes)
- 2008 - 2009 : Battlestar Galactica : Tracey Anne (7 épisodes)
- 2009 : La prophétie de l'oracle (en) (Knight of Bloodsteen) (mini-série) : Fileen (2 épisodes)
- 2009 : Eureka : Julia Golden (2 épisodes) (VF : Célia Charpentier)
- 2012 : Le Transporteur, la série : Rebecca Pissarro (1 épisode)